# Bořek Dočkal
Bořek Dočkal (n. Městec Králové, 30 de setembre de 1988) és un futbolista txec que juga en la demarcació de migcampista per l'AC Sparta Praga de la Lliga de Futbol de la República Txeca.

## Biografia
Va debutar com a futbolista en 2006 amb el Slavia Prague després de formar-se en la pedrera del club, on va jugar durant un any. Va marcar el seu primer gol amb el club i, per tant, el seu primer gol com a professional contra el FK Teplice. Després d'anar-se cedit al SK Kladno, va fitxar pel Slovan Liberec al mercat hivernal de 2008, on va signar un contrari per dos anys. El juliol de 2010 va fitxar pel Konyaspor de la lliga turca. L'agost de 2011, va signar un contracte de llarga durada amb el Rosenborg BK. En el seu primer partit amb el club va fer una assistència de gol en un partit contra el Molde FK que va finalitzar amb victòria per 3-1. Durant la Lliga Europea de la UEFA 2012-13 va marcar set gols en dotze partits. Després de dos anys en l'equip noruec, on va marcar catorze gols en 55 partits de lliga, a l'agost de 2013, va signar un contracte de tres anys amb l'AC Sparta Praga.

## Selecció nacional
Va debutar amb la selecció de futbol de la República Txeca el 14 de novembre de 2012 contra Eslovàquia en un partit amistós, marcant a més en aquest partit. Posteriorment va jugar la classificació per a la Copa Mundial de Futbol de 2014 i la classificació per l'Eurocopa 2016.

### Gols internacionals
| #  | Data                   | Estadi                               | Oponent       | Gol | Resultat | Competició                                            |
| -- | ---------------------- | ------------------------------------ | ------------- | --- | -------- | ----------------------------------------------------- |
| 1. | 14 de novembre de 2012 | Andrův stadion, Olomouc              | Eslovàquia    | 3–0 | 3–0      | Amistós                                               |
| 2. | 15 d'octubre de 2013   | Vasil Levski National Stadium, Sofia | Bulgària      | 1–0 | 1–0      | Classificació per a la Copa Mundial de Futbol de 2014 |
| 3. | 9 de setembre de 2014  | Generali Arena, Praga                | Països Baixos | 1–0 | 2–1      | Classificació per l'Eurocopa 2016                     |
| 4. | 10 d'octubre de 2014   | Şükrü Saracoğlu Stadium, Estanbul    | Turquia       | 2–1 | 2–1      | Classificació per l'Eurocopa 2016                     |
| 5. | 13 d'octubre de 2014   | Astana Arena, Astana                 | Kazakhstan    | 1–0 | 4–2      | Classificació per l'Eurocopa 2016                     |
| 6. | 12 de juny de 2015     | Laugardalsvöllur, Reykjavík          | Islàndia      | 0-1 | 2–1      | Classificació per l'Eurocopa 2016                     |

## Clubs
| Temporada | Club              | Divisió         | Lliga   | Lliga | Copa    | Copa | Continental | Continental | Total   | Total |
| Temporada | Club              | Divisió         | Partits | Gols  | Partits | Gols | Partits     | Gols        | Partits | Gols  |
| --------- | ----------------- | --------------- | ------- | ----- | ------- | ---- | ----------- | ----------- | ------- | ----- |
| 2006/07   | Slavia Prague     | Gambrinus lliga | 6       | 1     | 0       | 0    | -           | -           | 6       | 1     |
| 2007/08   | SK Kladno (cedit) | Gambrinus lliga | 14      | 2     | 0       | 0    | -           | -           | 14      | 2     |
| 2007/08   | Slovan Liberec    | Gambrinus lliga | 14      | 1     | 0       | 0    | -           | -           | 14      | 1     |
| 2008/09   | Slovan Liberec    | Gambrinus lliga | 27      | 5     | 4       | 0    | 2           | 0           | 33      | 5     |
| 2009/10   | Slovan Liberec    | Gambrinus lliga | 29      | 5     | 5       | 0    | 4           | 0           | 38      | 5     |
| 2010/11   | Konyaspor (cedit) | Süper Lig       | 9       | 0     | 0       | 0    | -           | -           | 9       | 0     |
| 2010/11   | Slovan Liberec    | Gambrinus lliga | 13      | 2     | 0       | 0    | -           | -           | 13      | 2     |
| 2011/12   | Slovan Liberec    | Gambrinus lliga | 1       | 0     | 0       | 0    | -           | -           | 0       | 0     |
| 2011      | Rosenborg         | Tippeligaen     | 13      | 2     | 1       | 0    | 2           | 0           | 16      | 2     |
| 2012      | Rosenborg         | Tippeligaen     | 27      | 10    | 4       | 6    | 12          | 7           | 43      | 23    |
| 2013      | Rosenborg         | Tippeligaen     | 15      | 2     | 2       | 2    | 4           | 1           | 21      | 5     |
| 2013?14   | Sparta Prague     | Gambrinus lliga | 25      | 2     | 8       | 1    | -           | -           | 33      | 3     |
| 2014?15   | Sparta Prague     | Gambrinus lliga | 15      | 7     | 2       | 1    | 12          | 1           | 34      | 9     |
| Total     | Total             | Total           | 208     | 39    | 26      | 10   | 36          | 9           | 270     | 58    |

## Palmarès

### Campionats nacionals
| Títol                                 | Club          | País            | Any  |
| ------------------------------------- | ------------- | --------------- | ---- |
| Lliga de Futbol de la República Txeca | Sparta Prague | República Txeca | 2014 |
| Copa de la República Txeca            | Sparta Prague | República Txeca | 2014 |